# 謊言遊戲 (小說)
《謊言遊戲》是日本作家久追遙希所撰寫的輕小說系列，由konomi擔綱插畫，由2019年4月起經MF文庫J出版，共16卷。
改編漫畫於2019年8月起經KADOKAWA旗下《月刊Comic Alive》連載，由作畫。改編電視動畫於2023年7月至9月播映。

## 登場人物
以下分別顯示廣播劇 / 電視動畫的聲優。單個聲優顯示為僅在電視動畫配音的聲優。

### 四號區 英明學園
去年的五月交流戰《ASTRAL》因榎本進司與淺宮七瀨互扯後腿，導致英明學園慘敗給較弱的對手，校際排名僅取得第五。
篠原緋呂斗（聲：中村源太）
星階：7星（偽） / 年級：2年A班 / 持有有色星：赤、藍、翠
以低分飛過合格邊緣的成績，入學學園島的本作主角。在入學當日就打敗原七星彩園寺更紗，為了維護彩園寺家的尊嚴與留在學園島尋找青梅竹馬的初戀情人，接受英明學園的學園長一之瀨棗提議，利用從彩園寺手上奪取的赤星偽裝成了學園島最強的“7星”，實際星階為“1星”。
能將內心想法完全隱藏，徹底做到“表裡不一”，經常運用在決鬥中。
與久我崎晴嵐進行《我流二十七式遊戲》的決鬥（蒐集0－19數字比大小），在收集階段被逼到絕境僅取得兩手牌，還因此負傷。但最終在展示階段藉由假裝更改遊戲規則，讓久我崎以為決鬥為平手而丟棄手牌，實則為更改顯示出的規則，實際規則並未改動，因此贏下決鬥，並從久我崎身上取得藍星，同時實質上晉升為“2星”。
區內選拔戰中被“小惡魔”秋月乃愛纏上，兩次破解秋月的計畫，並在揭發事件主謀倉橋御門後獲得遭竊的翠星，實質上晉升為“3星”。
五月交流戰《ASTRAL》擔任“司令官”負責統領隊伍，也隱藏自己行動值僅有三星等級的事實。因淺宮七瀨與榎本進司的不合導致隊伍缺乏團隊協調性，在活動第三天兩人吵架不出戰後只能以自己、姬路與秋月三人應戰，但仍然將十六區的栗花落擊退到剩樞木千梨一人，同時在秋月殲滅第九區神月樂並未獲得對方“領地”察覺到活動的異常處，於第三天活動結束前消去自身LP（生命值）從《ASTRAL》淘汰後，由風見鈴蘭得知百面相在《ASTRAL》造成的混亂與聯軍的存在。而後與主辦方《Libra》以及彩園寺更紗聯手，先在復活賽《MTCG》取勝得到回歸《ASTRAL》的權力，同時拆穿百面相的真面目，回歸後更率領英明學園擊敗以霧谷凍夜為首的聯軍與百面相，取得排名第一。
五卷中與彩園寺更紗進行戀愛相關任務的《Dear Script》以爭奪《ASTRAL》中留下的紫星。任務一中在隱瞞身份的情況下與樞木千梨組隊成功奪得限定乳酪蛋糕及限定小卡，然而隨後在樞木不知情下將限定小卡交給彩園寺而輸掉（彩園寺的勝利條件為得到限定卡片，交給委託人）。任務二因淺宮的委託與姬路向其展現“約會的範本”，在彩園寺的阻礙下仍成功達成所有約會條件而獲勝，然而當與姬路、彩園寺三人在摩天輪時，對方聊起過往的記憶而意識到與自己所尋找的青梅竹馬記憶中有不少相似處。任務三成功解出皆實雫真正的委託後前去勸霧谷凍夜放棄拉攏皆實成功，贏下《Dear Script》及紫星，實質上晉升為“4星”。決鬥結束後見到《Dear Script》的管理員，也是自己的姊姊篠原柚葉，被姊姊告知其實自己早已見到一直在尋找的初戀青梅竹馬。
姬路白雪（聲：伊藤美來 / 首藤志奈）
星階：4星 → 5星（《ASTRAL》後） / 年級：2年A班
原本和彩園寺更紗同為第三區櫻花學園的學生。“Company”的領袖，為了確保篠原緋呂斗在決鬥中勝利而進行欺詐與作弊的戰術指導。也作為女僕與篠原同住在家中。與真正的彩園寺更紗和朱羽莉奈是摯友。一年前大小姐誘拐事件後，精神層面大受打擊，此外還被彩園寺更紗（朱羽莉奈）迴避。
在篠原緋呂斗與久我崎晴嵐的決鬥最後，攙扶受傷的篠原返回賽場。為了日後區內選拔戰的準備，轉入篠原所在的英明學園2年級A班。
區內選拔戰中被“小惡魔”秋月乃愛作為人質挾持，兩次與篠原通過暗號反轉局面。事件過後，秋月向姬路道歉，兩人關係有所改善。
五月交流戰《ASTRAL》中擔任“守護者”負責保護“司令官”，多次配合篠原奇襲擊敗對手。
《Dear Script》在任務二因淺宮的委託與篠原向其展現“約會的範本”。
秋月乃愛（聲：立花理香）
星階：6星 / 學校：第四區 英明學園 / 年級：3年A班
英明學園區內選拔戰初次登場，通稱“小惡魔”。擁有特別優異的決鬥成績，因此當篠原緋呂斗以七星轉入英明學園將大眾目光全奪走後產生恨意。區內選拔戰前被第十二區聖城學園校長倉橋御門洗腦，與其進行交易取得翠星與違法技能以在活動中除掉篠原緋呂斗。失敗後因篠原揭發倉橋御門而得以脫身，也因篠原最後一刻主動退出活動而在區內選拔戰獲得第一名，成為英明學園首席。
五月交流戰《ASTRAL》為英明學園主要的輸出。
淺宮七瀨（聲：大西沙織）
星階：6星 / 年級：3年A班
稱號《金色夜叉》，擁有超強的反射神經。與榎本進司是青梅竹馬，兩人總是一見面就吵架。五月交流戰《ASTRAL》因擅自發動攻擊遭榎本斥責，又因《百面相》的事件加深矛盾，在第三天下午索性不出戰，事後兩人和好並和篠原緋呂斗道歉。
《Dear Script》中為了拉近與榎本進司的心理距離而向篠原委託任務，在時間內完成與榎本約會的六項成功指令。
榎本進司（聲：榎木淳彌）
星階：6星 / 年級：3年A班
英明學園學生會長，稱號《千里眼》，擁有瞬間記憶力。五月交流戰《ASTRAL》第三天下午與淺宮大吵後也不出戰導致英明學園只能以三人應戰，事後兩人和好並和篠原緋呂斗道歉。
《Dear Script》在篠原與姬路的引領下與淺宮共四人進行雙重約會，但本人對任務與約會毫不知情，甚至在完全沒有意識淺宮對自己有好感的情況下，完美看穿指令的內容並出手協助達成。
水上真由
星階：5星 / 年級：3年B班
水上摩理的姊姊，英明的隱藏天才。決鬥勝率百分之百，但前提是有參與到最後，缺乏幹勁導致她時常中途棄賽甚至不戰而敗。
作為預選的第六人參戰五月交流戰《ASTRAL》，取得額外參加資格的《MTCG》第一天就名列前茅，但從第二天開始她就為了看他最喜歡的直播而離開遊戲，不過仍將終端裝置交給篠原緋呂斗的同學以助他取得外卡回到《ASTRAL》。
水上摩理
星階：3星 / 年級：1年
多多良楓花（聲：瀨戶桃子）
星階：3星 / 年級：2年A班
篠原所在的2-A班班長。《MTCG》中幫助篠原快速通關。
辻祐樹（聲：望月麻衣）
星階：3星 / 年級：2年A班
篠原同班同學，一位看起來像女孩的男學生。《MTCG》中幫助篠原快速通關。
一之瀨棗（聲：桑島法子）
英明學園的女校長，提議與支持篠原緋呂斗作為偽7星。
奈奈醬老師（聲：桑原由氣）
英明學園的2-A班兼篠原緋呂斗的班主任。

### 三號區 櫻花學園
去年因彩園寺更紗取得校際排名第一。
彩園寺更紗／朱羽莉奈（聲：鬼頭明里 / 倉持若菜）
星階：7星 → 6星（一卷開頭敗給篠原後） / 年級：2年
統管學園島的彩園寺家的千金。剛入學不久就成為了“7星”的實力者，稱號《女帝》。其真實身份為朱羽莉奈，一年前大小姐誘拐事件後，利用赤星“撒謊”效果假扮失蹤的彩園寺更紗。輸給篠原緋呂斗後在對方不知情的情況下自曝謊言，兩人也因謊言成了“共犯關係”。在《我流二十七式遊戲》篠原負傷時向其透露真正的彩園寺更紗並非被綁架，而是自己協助她離開學園島去到普通的高中生活。英明區內選拔戰中協助篠原對抗秋月乃愛。
五月交流戰《ASTRAL》中為了對付《百面相》而與篠原緋呂斗聯手。最後在與篠原、百面相的最終戰《盤上交錯》保護住櫻花的核心領地奪得《ASTRAL》第二。
五卷中與篠原緋呂斗進行戀愛相關任務的《Dear Script》以爭奪《ASTRAL》中留下的紫星。僅管最後時刻累積勝場輸給了篠原緋呂斗與樞木千梨，仍意外取得樞木贈與的限定小卡而贏得任務一，不過隨後任務二多次阻撓篠原失敗而輸掉。任務三成功解出皆實雫真正的委託後前去勸久我崎晴嵐放棄拉攏皆實，然而遭到對方死纏爛打要求決鬥而輸掉《Dear Script》。
風見鈴蘭（聲：德井青空）
星階：3星 / 年級：2年
與彩園寺更紗同班的少女，學園島公認新聞組織《Libra》成員，經常擔任主持人轉播決鬥。
五月交流戰《ASTRAL》中，《Libra》身為協辦單位卻被迫承受《百面相》的違規行為以及主辦單位的臨陣脫逃。在與彩園寺更紗及篠原緋呂斗聯手後從後協助他們對抗百面相與聯軍。
飛鳥萌萌
星階：4星 / 年級：1年
憧憬彩園寺更紗的學妹。
藤代慶也
星階：6星 / 年級：2年
決鬥風格高效，稱號《櫻花的最終兵器》。長相兇惡，金髮且戴著好幾個耳環，看似不良少年，散發著強烈的威壓。實際上並非不良少年，是為了牽制其他學校對櫻花找碴的人才做起不良少年的打扮。

### 七號區 森羅高中
校風好戰，去年校際排名升上第三。
霧谷凍夜（聲：八代拓）
星階：6星 / 年級：3年
稱號《絕對君主》，為了徹底獲勝可以用盡一切手段。“黑星”的持有者。一度為倉橋的棋子，後認為篠原的勝算更大而主動拋棄和倉橋聯手。
五月交流戰《ASTRAL》中率領聯軍擊敗眾多學校，最後在淘汰英明學園的三大主力後被篠原緋呂斗與久我崎晴嵐奇襲成功，但在淘汰前硬是退出了聯軍再淘汰了姬路白雪，取得排名第五。
《ASTRAL》過後取得了皆實雫失去的灰星成為雙色星持有人，本來為了確認皆實的實力而接觸她，但在篠原主動找到自己後便改變主意轉而向篠原宣戰。

### 八號區 音羽學園
久我崎晴嵐（聲：福山潤）
星階：5星 / 年級：3年
《我流聖騎士團》的領袖，總是穿戴漆黑斗篷，原藍星持有者。迷戀《女帝》，從去年四月開始針對彩園寺更紗發起決鬥，每次失敗變成4星後，馬上又會在別的決鬥中獲勝取回5星之位，稱號《不死鳥》也是由此而來。
與篠原緋呂斗進行《我流二十七式遊戲》的決鬥（蒐集0－19數字比大小），且輸掉決鬥的一方將再也無法向彩園寺更紗發起決鬥，儘管在收集階段佔據優勢把篠原逼到絕境，但最終仍在展示階段被對方一系列操作打敗。
五月交流戰《ASTRAL》表面作為聯軍的主要戰力，實質上否定冒牌《女帝》的百面相，因此早與篠原聯手，在最後奇襲霧谷凍夜成功，後退出聯軍消去自身LP（生命值）以保住排名第四。

### 十號區 近江学園
都築航人
星階：5星 / 年級：3年

### 十一號區 弥生学園
浦坂波留（聲：青山吉能）
星階：3星 / 年級：3年
興趣是騎車和視覺系搖滾。在篠原緋呂斗剛成為七星後挑戰他失敗。

### 十二號區 聖城学園
倉橋御門（聲：興津和幸）
學園島的理事會一員兼十二號區聖城學園校長，區內選拔戰前操縱秋月乃愛計劃除掉篠原緋呂斗的幕後黑手。後計畫失敗並被篠原拆穿暴露而地位開始動搖，校長一職遭撤。之後在交流戰《ASTRAL》幕後利用“百面相”違規參賽，通過組成聯軍來試圖奪取第一實施報復，然而最終再次失敗。

### 十四號區 聖羅薩莉亞女學院
皆實雫（聲：石見舞菜香）
星階：4星→3星（《ASTRAL》後）→5星（《SFIA》前）→ →6星（《SFIA》後）/ 年級：2年
戴著白色帽子的慵懶女孩，喜歡女孩子。五月交流戰《ASTRAL》中與霧谷、久我崎一起作為聯軍主要戰力。被淘汰後因位列第六而失去一顆彩星（灰星）。
中學時期在一所模仿學園島獵星等級制度的國中三年維持無敗成績，然而來到學園島後卻不想引人注目，選擇了校際排名低落的聖羅薩莉亞女學院，決鬥成績也一落千丈，星階維持在3、4之間。
《Dear Script》向篠原與彩園寺委託“太受歡迎”的問題，實則希望他們幫忙解決自己因《ASTRAL》被久我崎晴嵐和霧谷凍夜盯上。因在自己的決鬥中輸給篠原與彩園寺而相信他們的能力可以幫忙解決問題，也因為輸了真心想贏的決鬥而一甩之前消極的態度開始追求勝利。

### 十五號區 茨学園
結川奏（聲：間島淳司）
星階：5星→6星（《SFIA》後） / 年級：3年
學園內首領的存在。自身的SNS經常炎上。通稱《茨之殭屍》。

### 十六號區 栗花落女子學園
去年在樞木的活躍下校際排名從倒數躍升至第九。
樞木千梨（聲：菲魯茲·藍）
星階：5星→6星 / 年級：2年
稱號《鬼神女巫》。擁有特殊技能《一射一殺》在一定條件下能一擊淘汰其他參賽者，是所有參賽者最不想遇到的人。
五月交流戰《ASTRAL》中由於隊伍被英明學園擊退到僅剩自己一人，為了勝利被迫加入百面相的聯軍，然而卻再次被英明學園擊敗，後答應篠原緋呂斗對付百面相的計畫，但最後失敗，不過取得排名第三的成績幫助栗花落女子學園再次提升了戰績。
喜歡甜食、對甜食有著敏銳眼光。《Dear Script》中給人的氛圍與《ASTRAL》截然不同，不但完全沒有決鬥時威風的感覺，且動作與表情都與普通女孩子無異。與篠原組隊使用《一射一殺》改訂版技能《一網打盡》與在場所有人比試快速贏得目標的30勝贏得限定乳酪蛋糕及限定小卡，最後在不知道篠原與彩園寺的決鬥內容下將卡片送給彩園寺使她贏得《Dear Script》任務一。

### 其他角色
加賀谷亜未（聲：山村響）
白雪所屬的“Company”的電子機器擔當，平時都是運動衫穿著，但駭客技術一流。
椎名紬（聲：森山由梨佳）
突然出現在緋呂斗面前的神秘初中生。
她是那種完全迷戀中二病和自尊的女孩。自稱“黑暗一族”，右眼（顯然）是“惡魔之眼”。
基本上很害羞，但完全依戀和她一起玩遊戲、一起行動的緋呂斗。
“百面相”的真正身份。她實則不喜歡上學，卻不想放棄獵星遊戲，故創造了學園島歷史上第一個偽造的個人賬號。一度被倉橋收買掌控，在不知曉實情的情況下參加《ASTRAL》並混入各校隊伍實施背刺行徑從而獲取第一。後在最終決戰中，雖然被倉橋用作弊手段強制操控局面，但被篠原的計劃下反將一軍，最後輸掉了《ASTRAL》，之後被英明學園收留，往後與“Company”一同輔佐篠原。
篠原柚葉
篠原緋呂斗的姊姊，《Dear Script》的管理員。高中時期與一之瀨校長同班，歷過英明連續三年校際排名第一的黃金時代。
羽衣紫音
跟白雪和更紗有深度交往的女高中生，實際上卻是真正的彩園寺更紗。跟朱羽莉奈協力下互換身份而離開去往其他普通高中，表面對外宣傳被誘拐行蹤不明。

## 出版書籍

### 輕小說
| 卷數 | KADOKAWA | KADOKAWA       | KADOKAWA               | 東立出版社                                   | 東立出版社     | 東立出版社                                                 |
| 卷數 | 副標題   | 發售日期       | ISBN                   | 副標題                                       | 發售日期       | ISBN／EAN                                                  |
| ---- | -------- | -------------- | ---------------------- | -------------------------------------------- | -------------- | ---------------------------------------------------------- |
| 1    |          | 2019年4月25日  | ISBN 978-4-04-065631-1 | 騙子轉學生似乎將與詐欺外掛女僕共同稱霸遊戲。 | 2021年1月14日  | EAN 471-060-104-396-7（首刷附錄版） ISBN 978-957-266-232-8 |
| 2    |          | 2019年8月24日  | ISBN 978-4-04-065798-1 | 騙子轉學生被小惡魔學姊盯上了。               | 2021年8月20日  | ISBN 978-957-267-388-1（首刷附錄版）                       |
| 3    |          | 2020年2月25日  | ISBN 978-4-04-064447-9 | 騙子轉學生尋找冒牌大小姐的偽裝者。           | 2022年4月7日   | ISBN 978-957-268-779-6                                     |
| 4    |          | 2020年3月25日  | ISBN 978-4-04-064549-0 | 騙子轉學生被天才中二少女耍得團團轉。         | 2022年10月11日 | ISBN 978-626-347-162-7                                     |
| 5    |          | 2020年8月20日  | ISBN 978-4-04-064810-1 | 騙子轉學生受命定的青梅竹馬測試。             | 2023年5月4日   | ISBN 978-626-360-257-1                                     |
| 6    |          | 2020年11月25日 | ISBN 978-4-04-680015-2 | 騙子轉學生被正義的一方懷疑。                 | 2024年3月21日  | ISBN 978-626-020-120-3                                     |
| 7    |          | 2021年3月25日  | ISBN 978-4-04-680329-0 | 騙子轉學生對虛偽的正義展開反擊。             | 2025年5月19日  | ISBN 978-626-022-547-6                                     |
| 8    |          | 2021年7月21日  | ISBN 978-4-04-680610-9 |                                              |                |                                                            |
| 9    |          | 2021年11月25日 | ISBN 978-4-04-680913-1 |                                              |                |                                                            |
| 10   |          | 2022年3月25日  | ISBN 978-4-04-681285-8 |                                              |                |                                                            |
| 11   |          | 2022年7月25日  | ISBN 978-4-04-681582-8 |                                              |                |                                                            |
| 12   |          | 2022年11月25日 | ISBN 978-4-04-681939-0 |                                              |                |                                                            |
| 13   |          | 2023年3月25日  | ISBN 978-4-04-682333-5 |                                              |                |                                                            |
| 14   |          | 2023年7月25日  | ISBN 978-4-04-682663-3 |                                              |                |                                                            |
| SS   |          | 2023年9月25日  | ISBN 978-4-04-682868-2 |                                              |                |                                                            |
| 15   |          | 2023年11月17日 | ISBN 978-4-04-683076-0 |                                              |                |                                                            |

### 漫畫
| 卷數 | KADOKAWA       | KADOKAWA               |
| 卷數 | 發售日期       | ISBN                   |
| ---- | -------------- | ---------------------- |
| 1    | 2020年4月23日  | ISBN 978-4-04-064507-0 |
| 2    | 2020年11月21日 | ISBN 978-4-04-064894-1 |
| 3    | 2023年7月22日  | ISBN 978-4-04-682836-1 |
| 4    | 2023年8月22日  | ISBN 978-4-04-682884-2 |

## 迴響
本作在店員最愛輕小說大獎2020中取得第6名。

## 電視動畫
2021年4月1日愚人節，宣佈動畫化計劃正在進行當中，並公開一段由鬼頭明里旁白的宣傳片。

### 製作人員
- 原作：久追遙希
- 人物原案：konomi、
- 導演：大野悟、松浦直紀
- 系列構成：豐田百香
- 人物設定：中村由美
- 色彩設計：油木安彌
- 美術總監：朴智宇
- 技術總監：蔡伯崙
- 剪輯：柳圭介
- 音響總監：納谷僚介
- 配樂：高橋邦幸、廣川惠一
- 音樂制作：MONACA、CyberAgent
- 動畫制作：GEEKTOYS
- 製作公司：「謊言遊戲」製作委員會

### 主題曲
片頭曲「LIES GOES ON」
作詞：May'n、古屋真，作曲・編曲：JUVENILE、TeddyLoid，主唱：May'n
片尾曲「fakey merry game」
作詞：，作曲・編曲：廣川惠一（MONACA），主唱：SMILE PRINCESS

### 各話列表
| 話數 | 日文標題 | 中文標題         | 劇本     | 分鏡             | 演出                          | 作畫監督                                          | 總作畫監督 | 首播日期      |
| ---- | -------- | ---------------- | -------- | ---------------- | ----------------------------- | ------------------------------------------------- | ---------- | ------------- |
| #01  |          | 王者與謊言       | 豐田百香 | 松浦直紀、大野悟 | 有本二朗                      | 金到瑛、福岡優、 平田薰、G CHANNEL、 KntC         | 中村由美   | 2023年 7月8日 |
| #02  |          | 忠義與演技       | 弓削猿丸 | 竹內一洋         | 竹內一洋、金明根              | 林玟志、元美那、 朴松花、朴順玉                   | 不適用     | 2023年 7月8日 |
| #03  |          | 互相角逐與覺悟   | 涼村千夏 | 辻初樹           | 宮崎直樹、金有千、 金明根     | 李盛才、金明心、 林玟志、元美那、 朴松花、朴順玉  | 不適用     | 7月15日       |
| #04  |          | 巧克力與惡魔     | 豐田百香 | 飯田崇           | 加藤顯、金明根                | 林玟志、元美那、 朴松花、朴順玉、 金到暎          | 不適用     | 7月22日       |
| #05  |          | 勝算與藍眼睛     | 弓削猿丸 | 竹內一洋         | Kim Eunbyeong、 竹内一洋      | Jo Mijung、Lee Jitak、 大村將司                   | 不適用     | 7月29日       |
| #06  |          | 寶藏與黑暗       | 涼村千夏 | 松浦直紀         | 細谷秋夫                      | 林玟志、元美那、 朴松花、朴順玉                   | 不適用     | 8月5日        |
| #07  |          | 靜止與改變       | 涼村千夏 | 飯田崇           | 佐佐木敕嘉、 齋藤敏孝、金明根 | 林玟志、元美那、 朴松花、朴順玉、 金到暎、RadPlus | 不適用     | 8月12日       |
| #08  |          | 晚安             | 豐田百香 | 辻初樹           | 布施康之                      | 李盛才、金水湖、 金明心、、 鈴木雄大、日根野優子  | 不適用     | 8月19日       |
| #09  |          | 鬥爭與掃蕩       | 弓削猿丸 | 川瀨敏文         | 加藤顯                        | 林玟志、元美那、 朴松花、朴順玉、 金到暎          | 不適用     | 8月26日       |
| #10  |          | 英雄與詭計       | 弓削猿丸 | 井上ジェット     | 竹內一洋、雪野壹實            | 林玟志、元美那、 朴松花、朴順玉、 金到暎          | 不適用     | 9月2日        |
| #11  |          | 士兵與戰友       | 涼村千夏 | 山田浩之         | 佐佐木敕嘉                    | 林玟志、元美那、 朴松花、朴順玉、 金到暎          | 不適用     | 9月9日        |
| #12  |          | 永遠和大家在一起 | 涼村千夏 | 辻初樹           | 佐佐木敕嘉                    | 金到暎、福岡優、 平田薰、仲金                     | 不適用     | 9月16日       |

### 播映平台
| 播映國家、地區                     | 播映平台                           | 播映日期              | 播映時間              | 備註 |
| ---------------------------------- | ---------------------------------- | --------------------- | --------------------- | ---- |
| 臺灣                               | 巴哈姆特動畫瘋                     | 2023年7月8日－9月16日 | 星期六 23:00（UTC+8） |      |
| 臺灣                               | KKTV                               | 2023年7月8日－9月16日 | 星期六 23:00（UTC+8） |      |
| 臺灣                               | Hami Video                         | 2023年7月8日－9月16日 | 星期六 23:00（UTC+8） |      |
| 臺灣                               | 中華電信MOD                        | 2023年7月8日－9月16日 | 星期六 23:00（UTC+8） |      |
| 臺灣                               | friDay影音                         | 2023年7月8日－9月16日 | 星期六 23:00（UTC+8） |      |
| 臺灣                               | MyVideo                            | 2023年7月8日－9月16日 | 星期六 23:00（UTC+8） |      |
| 臺灣                               | LINE TV                            | 2023年7月8日－9月16日 | 星期六 23:00（UTC+8） |      |
| 臺灣                               | CATCHPLAY                          | 2023年7月8日－9月16日 | 星期六 23:00（UTC+8） |      |
| 新加坡                             | meWATCH                            | 2023年7月8日－9月16日 | 星期六 23:00（UTC+8） |      |
| 香港、澳門、臺灣、馬來西亞、新加坡 | Ani-One中文官方動畫頻道（YouTube） | 2023年7月8日－9月16日 | 星期六 23:00（UTC+8） |      |

### BD
| 卷數 | 發售日期       | 收錄集數     | 規格編號  | 封面人物             |
| ---- | -------------- | ------------ | --------- | -------------------- |
| 1    | 2023年11月29日 | 第1話—第4話  | SHBR-0707 | 姬路白雪             |
| 2    | 2023年12月20日 | 第5話—第8話  | SHBR-0708 | 彩園寺更紗／朱羽莉奈 |
| 3    | 2024年1月24日  | 第9話—第12話 | SHBR-0709 | 秋月乃愛、椎名紬     |

## 外部連結
- MF文庫J特設網站（日語）
- 漫畫官方網站（日語）
- 小說的X（前Twitter）（日語）
- 電視動畫官方網站（日語）